# Pachyarmatherium
Pachyarmatherium è un mammifero xenartro estinto, appartenente ai cingolati. Visse tra il Pliocene superiore e il Pleistocene superiore (circa 4 - 0,012 milioni di anni fa) e i suoi resti fossili sono stati ritrovati in Nordamerica e in Sudamerica.

## Descrizione
Questo animale è noto per resti incompleti, sufficienti tuttavia a permetterne una ricostruzione. Pachyarmatherium doveva essere assai simile a un grosso armadillo; la taglia variava a seconda delle specie: la specie tipo, la nordamericana Pachyarmatherium leiseyi, doveva essere grande quanto un attuale armadillo gigante (Priodontes giganteus), mentre le sudamericane P. tenebris e P. brasiliense, erano leggermente più grandi. La caratteristica principale di Pachyarmatherium era data dalla morfologia della sua corazza: questa era formata da numerosissimi osteodermi di piccole dimensioni ma estremamente spessi, fusi fra loro a formare una struttura rigida. La corazza, in realtà, era divisa in due: una parte anteriore, che arrivava a circa metà del tronco, e una parte posteriore. Gli osteodermi del margine posteriore della corazza anteriore erano embricati e formavano una struttura a cuneo che si sovrapponeva per almeno una fila di osteodermi alla corazza posteriore. In questo modo, il carapace di Pachyarmatherium era leggermente flessibile nella sua parte centrale. L'istologia dei singoli osteodermi è molto simile a quella degli odierni armadilli del genere Dasypus, e non assomiglia affatto a quella di altri armadilli come Euphractus o a quella dei glittodonti. 
Ciò che si conosce dello scheletro di Pachyarmatherium richiama vagamente quello dell'armadillo gigante in quanto a robustezza e morfologia, ma il cranio e la mandibola, privi di denti e piuttosto sottili, assomigliavano a quello di Dasypus.

## Classificazione
Il genere Pachyarmatherium venne descritto per la prima volta da Downing e White nel 1995, sulla base di resti incompleti del Pliocene superiore della Florida e della Carolina del sud; la specie tipo è Pachyarmatherium leiseyi, esclusivamente nordamericana. Altre specie attribuite a questo genere sono P. tenebris del Venezuela e P. brasiliense del Brasile. Fossili attribuiti a Pachyarmatherium sono noti anche in Uruguay. 

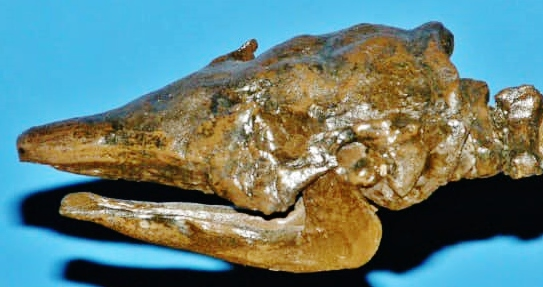
Cranio di Pachyarmatherium

La classificazione di Pachyarmatherium è stata piuttosto difficoltosa, a causa dell'incompletezza dei resti e della peculiare struttura della corazza, che per certi versi assomigliava a quella dei glittodonti e per altri a quella degli armadilli attuali. Di volta in volta, Pachyarmatherium è stato attribuito ai glittodonti o avvicinato ai dasipodidi (Dasypodidae), il gruppo di armadilli attualmente rappresentati dall'armadillo dalle nove fasce (Dasypus novemcinctus). Successive scoperte di generi affini, come Neoglyptatelus, hanno portato alla conclusione che questi animali facessero parte di un clade distinto di mammiferi cingolati, noti come Pachyarmatheriidae, tipici del Miocene, Pliocene e Pleistocene, dalla morfologia della corazza intermedia tra quella dei glittodonti e quella degli armadilli, con uno scudo anteriore e uno posteriore. 

## Paleobiogeografia
I fossili più antichi di Pachyarmatherium sono stati curiosamente ritrovati in Nordamerica, mentre i fossili sudamericani risalgono alla fine del Pleistocene. È probabile che Pachyarmatherium sia derivato da una forma assai simile a Neoglyptatelus in Sudamerica, e che poi si sia spostato in Nordamerica durante il grande scambio faunistico americano. È anche possibile che i due generi siano sinonimi, data la notevole somiglianza.